# Copacabana (Bolivia)
Copacabana es una ciudad turística y municipio de Bolivia, capital de la provincia de Manco Kapac en el departamento de La Paz. La ciudad se encuentra al oeste de la península de Copacabana, a orillas del lago Titicaca, y a 155 km de la ciudad de La Paz. Copacabana es un centro de peregrinación importante en el país, al hallarse en la misma la imagen de la Virgen de Copacabana, la advocación mariana más extendida en Bolivia.
Copacabana, erigida entre los cerros Calvario y Niño Calvario (o Kesanani), cuenta con alrededor de 6 000 habitantes en su área urbana, lo que la convierte en una de las principales localidades ribereñas del lago Titicaca. Se constituye en la capital del municipio homónimo, el cual abarca 33 comunidades campesinas originarias. El municipio de Copacabana cuenta con una población de 15 374 habitantes (INE 2020).
Copacabana es famosa en todo el país por sus celebraciones y rituales religiosos, su patrimonio cultural y sus fiestas tradicionales.

## Toponimia
El topónimo Copacabana es probablemente un compuesto híbrido: mientras que el formante <cabana> es claramente quechua, no ha sido fácil reconocer al primer elemento del compuesto. Así, <cabana>, muy común en toda la toponimia andina, es analizado como el quechua qhawa-na (lit.‘mirar-nominalizador concretizador’) que significa ‘mirador, lugar para observar’.  Respecto de <copa>, este ha solido ser interpretado siguiendo la etimología propuesta por el cronista Alonso Ramos Gavilán:

[Copacabana] quiere decir […] (lugar, y asiento donde se ve la piedra preciosa) porque Copa suena tanto como piedra preciosa, y cabana se deduze desta dicción kaguana que significa lo mismo, que Locus in quo videri poterit. Lugar donde se podrá ver. Juntas (pues agora) las dos dicciones, y acomodándolas a este dichossísimo lugar a boca llena, y con verdad le podemos llamar Copacabana, pueblo donde se puede ver la piedra […].
 Alonso Ramos Gavilán, Historia del célebre santuario de Nuestra Señora de Copacabana (1621, libro I, cap. XXXII; citado por Cerrón-Palomino, 2016, p. 21)

La identificación de <copa> es un asunto más complicado de identificar. La interpretación de Ramos-Gavilán parece estar relacionado con el término de color quechua-aimara qupa ‘azul claro, turquesado, verde’; de modo que el compuesto sería *qupa qhawa-na ‘lugar desde donde se observa la piedra turquesa’. Otros lo han atribuido directamente al castellano copa, de modo que el compuesto sería un compuesto tautológico. Más recientemente, el lingüista Rodolfo Cerrón-Palomino descarta la etimología de Ramos Gavilán por considerarla interesada en eliminar la referencia a un culto prehispánico, y lo atribuyen al extinto idioma puquina. El étimo sería <coa> ‘ídolo’, que aparece escrito así en los textos puquinas de Luis Jerónimo de Oré de 1607. Para <coa>, tanto Alfredo Torero como Cerrón-Palomino reconstruyen la forma */quwa/ y, en función de la fonología de esa lengua, */qupa/,  lo que calza con la escritura <copa>. De este modo el compuesto sería *qupa qhawa-na ‘mirador del ídolo’ o, en términos de Cerrón-Palomino, ‘mirador del dios Coa’. Esto último sería consiente con la información sobre un sitio de adoración inca a orillas del Titicaca que los conquistadores ibéricos transformaron en un sitio de celebración cristiana.

## Historia

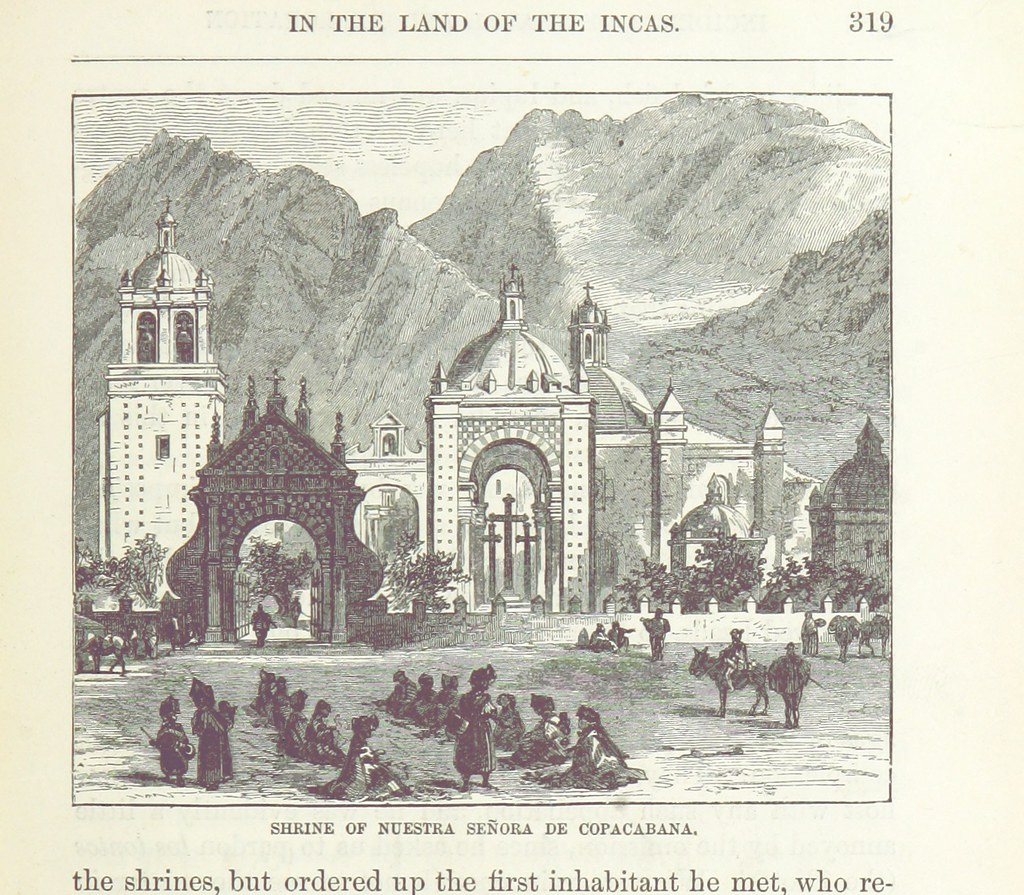
Litografía de la Basílica de Nuestra Señora de Copacabana como aparecía en 1877.

Hace unos 1.200 años, un arrecife en medio del lago Titicaca , en lo que hoy es Bolivia, se convirtió en el depósito de las posesiones más valiosas de un pueblo. En 2013, un grupo de arqueólogos submarinos desenterró un reluciente conjunto de esos objetos. Seis años después, los investigadores creen que ahora saben qué representan los objetos: evidencia de una religión que ayudó al estado de Tiwanaku a convertirse en una fuerza dominante en la región.
Los resultados de la excavación fueron revelados en un artículo publicado hoy en la revista Proceedings of the National Academy of Sciences . Los objetos de oro, adornos de metal, piedras semipreciosas y quemadores de incienso recuperados en el sitio sugieren que el arrecife, ubicado cerca de la Isla del Sol, hogar de varios sitios sagrados de Tiwanaku, alguna vez fue utilizado como un sitio ritual para el antiguo estado.
Los antropólogos aún están descifrando los detalles de la religión que ayudó a que el estado de Tiwanaku, que existió entre los años 500 y 1000 a. C. y se extendió a Chile y Perú en su apogeo, fuera tan poderoso. El pueblo de Tiwanaku no dejó rastros significativos de poderío militar, y se cree que el estado acumuló influencia a partir de la religión y el comercio. Y aunque los arqueólogos han descubierto abundante evidencia arqueológica de las creencias religiosas de Tiwanaku, aún están descifrando los significados de la religión y cómo pudo haber contribuido a la expansión del estado.
Antes de 1534, Copacabana era un puesto de la ocupación inca entre docenas de otros sitios en Bolivia. Los Incas lo tuvieron como llave del antiquísimo santuario y oráculo de la Isla del Titicaca, que habían adoptado como lugar de culto, adoptando la veneración con que los aymaras lo tenían desde tiempos inmemoriales. En Copacabana había santuarios menores en los que se observaban las ceremonias de los incas junto con las de los habitantes originales. Cuando los españoles visitaron por primera vez las islas de Titicaca y Loati, en 1534 y 1538, la cosmovisión andina fue abandonada y los dominicanos hicieron de Copacabana el centro de sus misiones. Luego los sustituyeron sacerdotes no monacales leales al virrey Francisco de Toledo, y finalmente la misión y sus anexos fueron encomendados a los agustinos en 1589.
En 1582, el nieto del gobernante inca Manco Cápac, impresionado al ver las estatuas de la Santísima Virgen que vio en algunas de las iglesias de La Paz, trató de hacer una él mismo, y después de muchos fracasos, logró producir una de excelente calidad, la cual fue colocada en Copacabana como estatua de la protectora tutelar de la comunidad. A la Virgen de Copacabana, se le han atribuido muchos milagros, y su fama se ha extendido mucho más allá de los límites de su entorno a los cinco continentes. Se guarda en una capilla especial, donde los aimaras locales, bolivianos y de todo el mundo son incansables en sus devociones. Hasta el día de doy, la Virgen de Copacabana es la figura sagrada más importante de Bolivia.
Durante la Rebelión de Túpac Amaru II, en 1781, la Basílica de Nuestra Señora de Copacabana y las figuras católicas sagradas quedaron intactas. Hasta el día de hoy, Copacabana continúa siendo el escenario de diversas celebraciones indígenas, manteniendo una idiosincrasia católica combinada con rituales indígenas milenarios. El 2 de febrero y el 6 de agosto se celebran las fiestas de la Iglesia con danzas indígenas que el clero no ha podido suprimir del todo.

### Época republicana
El municipio de Copacabana fue creado en conjunto con la provincia de Manco Kapac, mediante ley del 6 de junio de 1951, durante el gobierno militar de Hugo Ballivián. Anteriormente, Copacabana pertenecía a la provincia de Omasuyos.

## Geografía
El municipio ocupa la parte más occidental de la provincia y de la península de Copacabana, limita con las aguas del lago Titicaca al norte, al oeste y al este, con la República del Perú al sur, y con el municipio de Tito Yupanqui al sureste. La provincia Manco Kapac tiene una extensión de 367 km², de la cual el municipio de Copacabana representa el 60% del territorio de la provincia con una superficie de 241,6 km².
Aproximadamente, el 70% del territorio del municipio presenta una topografía accidentada con numerosas ondulaciones y pequeñas subcuencas formadas por cárcavas que se convierten en ríos. Las serranías de las comunidades próximas al municipio presentan una topografía más abrupta con mayores pendientes. El restante 30% corresponde a la zona lacustre la cual tiene la mayor concentración de población. Dentro de su jurisdicción están varias islas lacustres, entre las más importantes están la Isla Chelleca, la Isla de la Luna y la Isla del Sol, esta última separada por el estrecho de Yampupata.

## Demografía

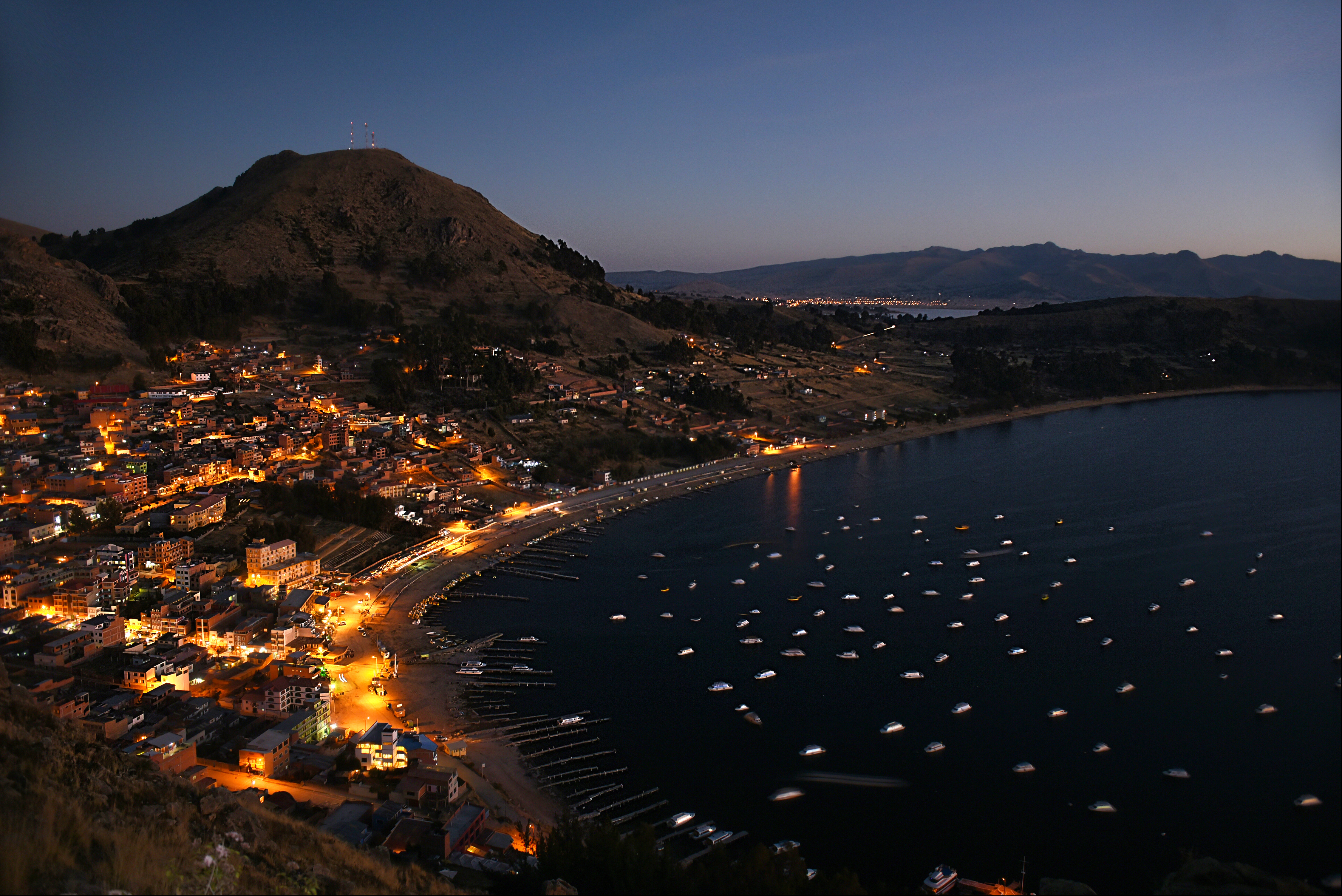
Copacabana a las orillas del lago Titicaca al atardecer

De acuerdo con el censo boliviano de 2024, la población del municipio de Copacabana es de 17 431 habitantes.
La población del municipio aumentó casi un tercio entre 1992 y 2024:
| Año  | Habitantes (municipio) | Fuente |
| ---- | ---------------------- | ------ |
| 1992 | 13.573                 | Censo  |
| 2001 | 14.586                 | Censo  |
| 2012 | 14.931                 | Censo  |
| 2024 | 17.431                 | Censo  |

## Atractivos turísticos
El municipio de Copacabana es uno de los municipios con mayor vocación turística de Bolivia. Debido a su ubicación en el lago Titicaca y la presencia de ruinas precolombinas de considerable interés, Copacabana se constituye en un importante centro de turismo boliviano. Al 2019 tenía un flujo turístico importante con una cantidad superior a las 7.000 llegadas de visitantes extranjeros promedio al mes. Además, se encuentra entre los primeros 5 municipios del país con mayor participación del turismo en su PIB, representando casi el 40 %.
El 17 de diciembre de 1992, mediante Decreto Supremo, se creó el parque nacional arqueológico de Copacabana, Isla del Sol e Isla de la Luna, con el objetivo proteger y conservar los sitios históricos y arqueológicos del municipio de Copacabana. La lista de sitios que forman parte del parque nacional suman un total de 53 sitios. Entre los más destacados se encuentran la Basílica de Nuestra Señora de Copacabana, Iñakuyu (Isla de la Luna), Pilkokaina (Isla del Sol), Pachataka (Copacabana) y Chinkana (Isla del Sol).

### Basílica de Nuestra Señora de Copacabana

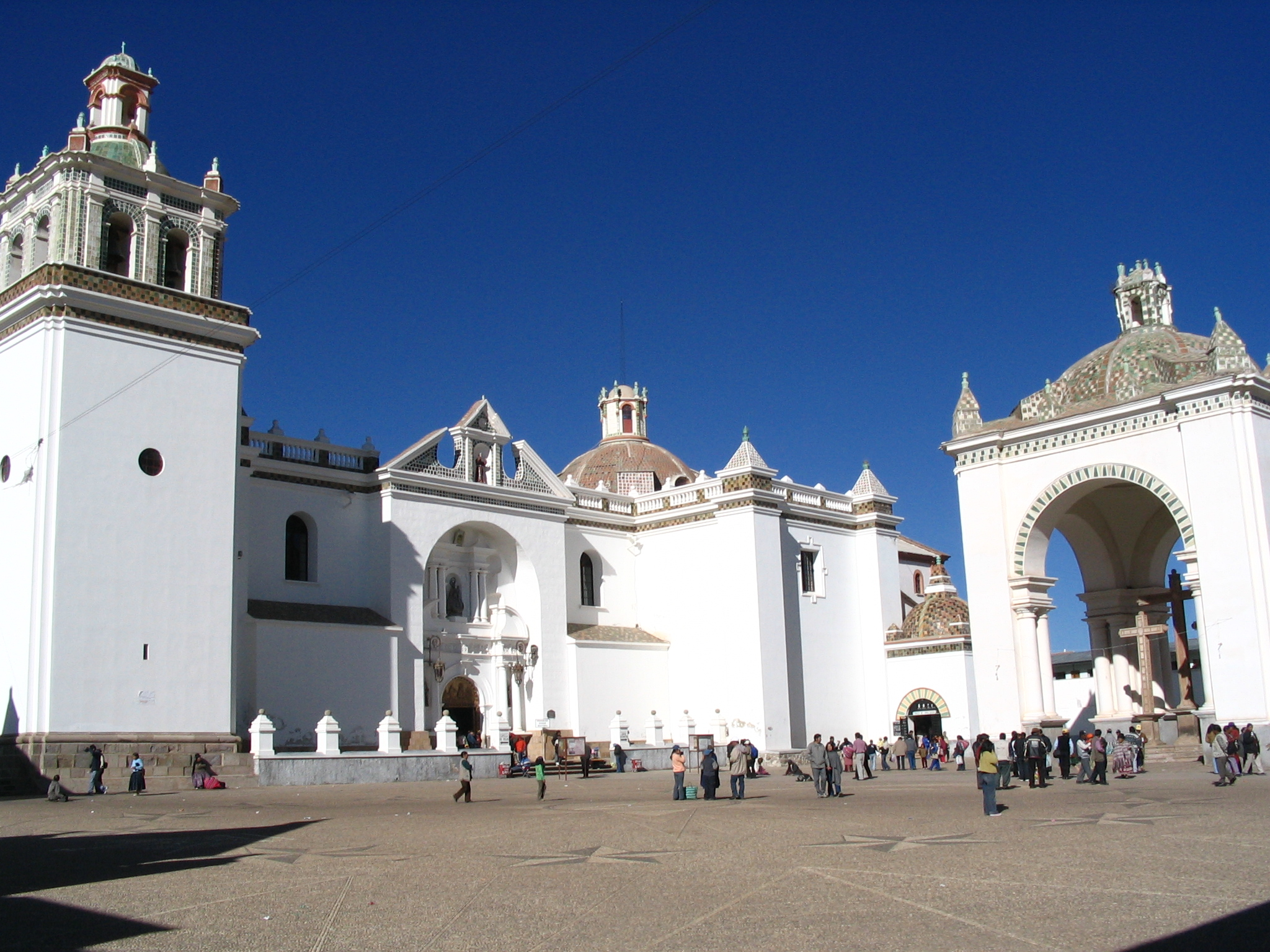
Basílica del Santuario de Copacabana.

La Basílica de Nuestra Señora de Copacabana posee una imponente belleza y una gran colección de objetos religiosos. El templo fue construido en estilo renacentista entre los años 1601 y 1619, por el arquitecto Francisco Jiménez de Siguenza, y concluido junto con el atrio y posas que lo rodean el año 1640. A decir de los historiadores, D. José de Mesa y Teresa Gisbert, lo más extraordinario del conjunto de Copacabana es que conserva la capilla Abierta o capilla de Indios, que se puede ver adosada a la nave del templo.

### Playa de Copacabana

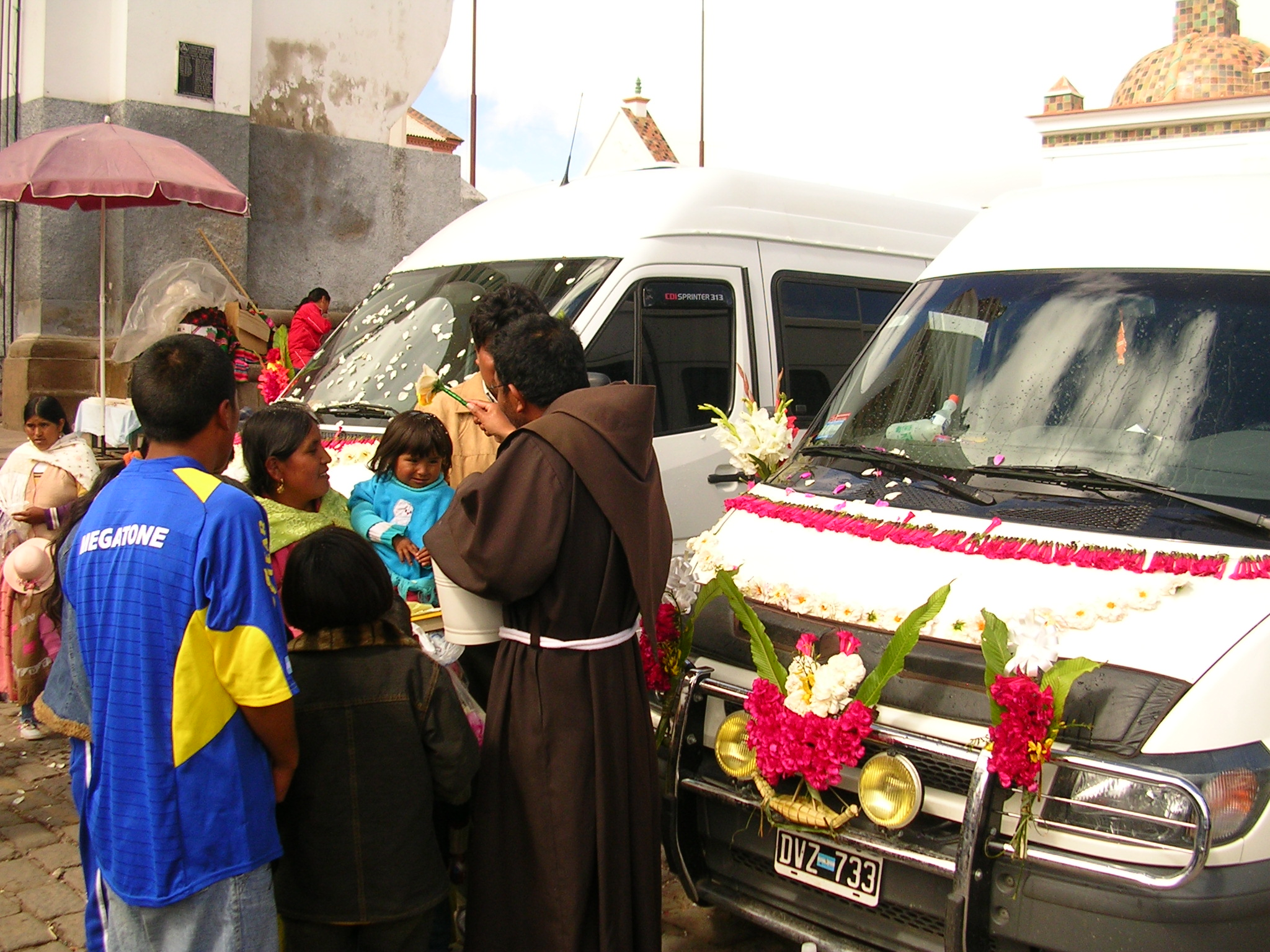
Bendición de movilidades a la entrada de la Basílica de Nuestra Señora de Copacabana.

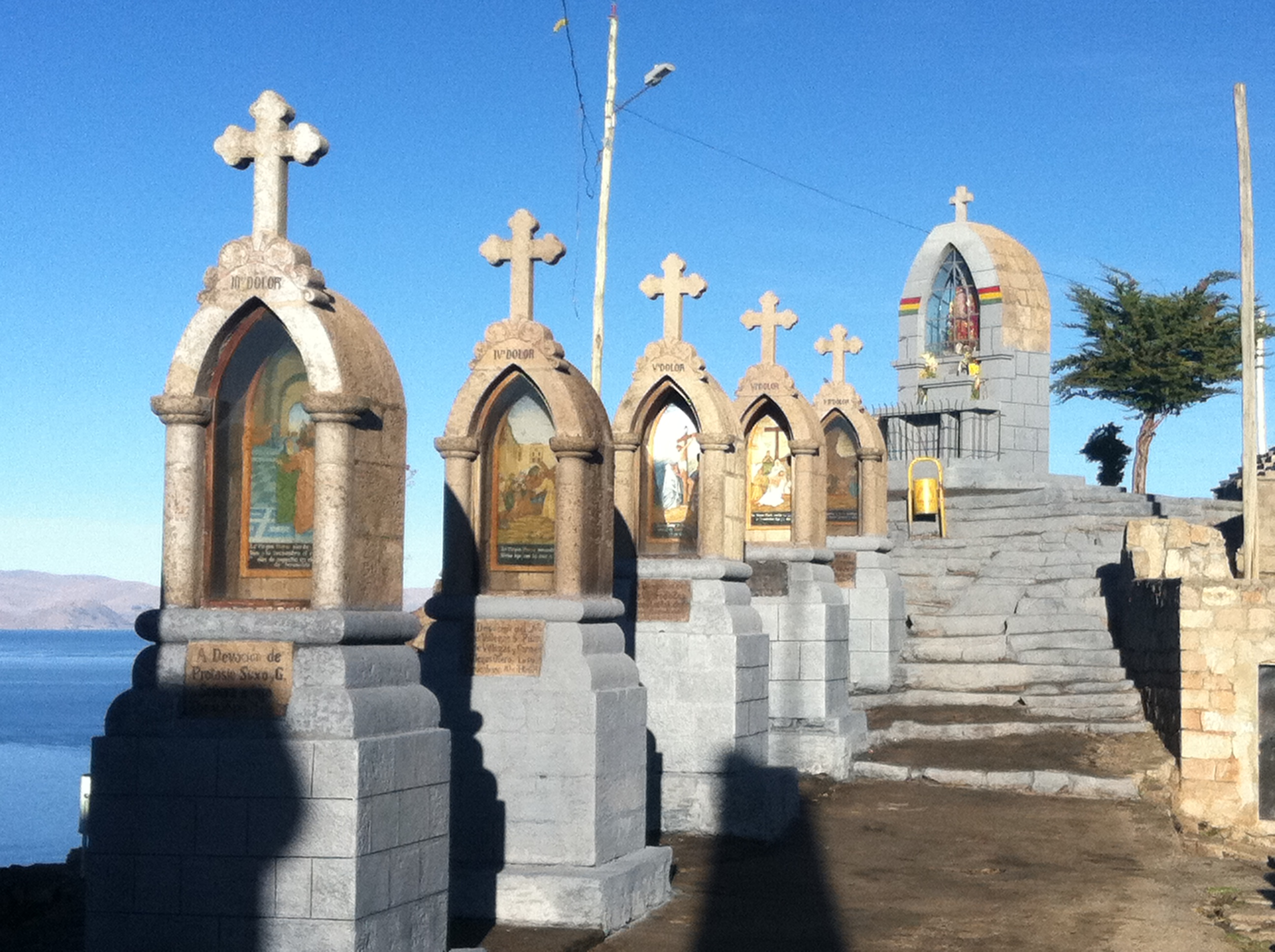
Tumbas en camino al cerro El Calvario

A 3841 m s. n. m. se extiende una playa sobre la bahía de Copacabana siendo considerada por ende como una de las más altas del mundo y un importante sitio turístico de la población. Sus características aguas gélidas son un sitio predilecto para la práctica de deportes acuáticos y punto de partida hacia la Isla del Sol. Las temperaturas oscilan entre 20 °C (temperatura máxima anual promedio) y 1 °C (temperatura mínima anual promedio). La mejor época del año para visitarlo es de mayo a octubre, cuando el clima permanece fresco. Mientras que puede ver temperaturas más altas en verano (de noviembre a abril), el área recibe un mayor cantidad de lluvias, lo que hace las actividades de balneario menos atractivas.  Durante junio a agosto, las temperaturas nocturnas pueden llegar a punto de congelación, pero durante el día la intensidad de los rayos solares puede causar quemaduras

### El Calvario
El cerro El Calvario está ubicado al noroeste de Copacabana y tiene 120 metros de altura aproximadamente con relación al entorno, siendo muy escarpado y de naturaleza rocosa. En el sendero de acceso se ubican las estaciones del Vía Crucis que rememoran los pasos de Jesús hacia su crucifixión y muerte en el Gólgota. Durante la época precolombina era considerado como lugar sagrado o “huaca”. Posteriormente la Iglesia católica con el propósito de desplazar las prácticas de la religiosidad andina, en 1946, Fray Leonardo Claure mandó a construir las 14 cruces y los misterios de la Virgen María. En cada estación hay un pedestal sobre el que se encuentra una cruz blanca a la cual los devotos lanzan las piedras que cargan durante el recorrido desde la base del cerro. Este ritual representa la liberación de los pecados cometidos por los feligreses. Además de su significado católico, tiene un componente cultural importante pues a medio trayecto y al concluir las estaciones en el área que se denomina Misterios del Santo Rosario, se ubican los yatiris (sacerdotes andinos) que leen en hojas de coca el futuro de los fieles y se disponen para la venta de casas y dinero en miniatura, los cuales son bendecidos mediante “ch’allas” (ofrendas) o sahumerios que se realizan con el fin de que se cumplan las peticiones realizadas en el ascenso.
El cerro El Calvario de Copacabana recibe una gran afluencia de visitantes en Semana Santa y fiestas patronales, pero es una atracción turística durante todo el año por ser un excelente mirador natural desde donde se divisa el esplendor del Lago Titicaca y la población de Copacabana. La visita al atractivo puede prolongarse durante el día y hasta la puesta del sol, pero se debe tomar las precauciones de abrigo en tiempo de invierno (mayo-junio). Las actividades que se pueden realizar son caminatas y la caza fotográfica.

## Transporte

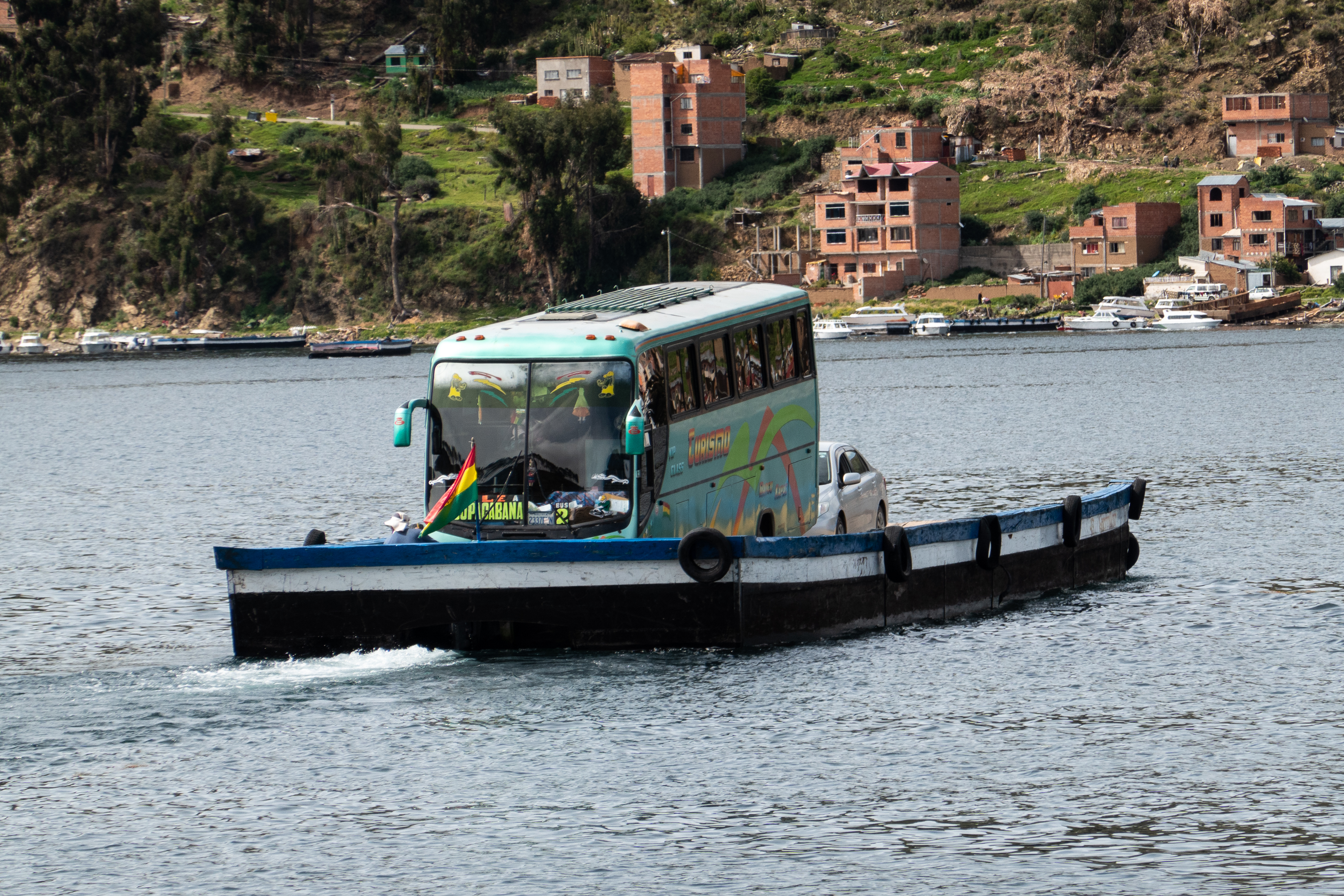
Balsas llevando un autobús atravesando el estrecho de Tiquina.

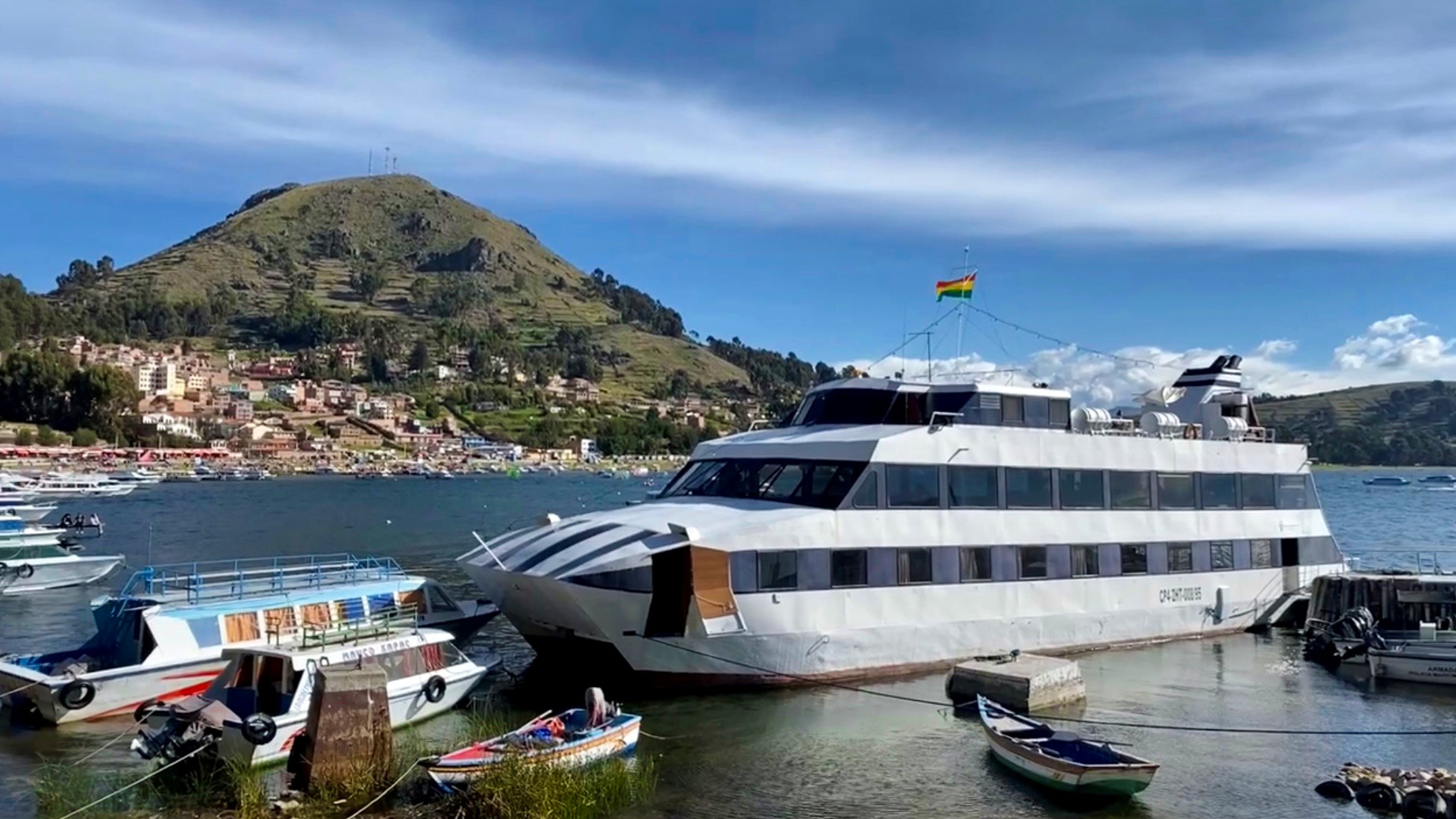
Catamaranes turísticos y lanchas anclados en el Puerto de Copacabana.

La posición geográfica del municipio de Copacabana lo ubica como un punto estratégico para la actividad comercial puesto que cuenta con accesos por vía aérea, terrestre y lacustre, siendo los medios de transporte fluvial y terrestre los predominantes. El municipio está separado en dos partes por el estrecho de Tiquina en el lago Titicaca, una parte que está conectada físicamente al resto del territorio nacional y la otra que es un enclave, ubicado en la Península de Copacabana y conectada físicamente por el istmo de Yunguyo a la República del Perú. La Ruta Nacional 2 (RN2) conecta a La Paz, sin embargo, para llegar a Copacabana, tanto pasajeros como automóviles, buses y camiones deben atravesar el estrecho utilizando barcazas en la localidad de San Pedro de Tiquina. Al sur de la localidad de Copacabana se encuentra la localidad fronteriza de Kasani. Por vía carretera, el punto fronterizo de Kasani se constituye en uno de los ingresos de extranjeros más importantes de Bolivia.
En 2017, el gobierno boliviano comenzó a remodelar la infraestructura aérea debido a la constante insistencia de los pobladores del lugar de querer abrir un aeropuerto a fin fomentar el turismo. El 11 de julio de 2018, el aeropuerto de Copacabana fue inaugurado por el presidente Evo Morales Ayma, sin embargo, el aeropuerto no cuenta con ningún vuelo programado hasta la fecha. La aerolínea estatal Boliviana de Aviación descartó ofrecer vuelos al municipio al sostener que no existe suficiente demanda y que el aeropuerto no es capaz de acomodar aviones comerciales medianos. Asimismo, las autoridades de la Navegación Aérea y Aeropuertos Bolivianos (NAABOL) señalaron que otras aerolíneas privadas no tienen proyectado operar en Copacabana debido a que el flujo turístico hacia el municipio es muy bajo y que la mayoría de la población opta por realizar los viajes entre La Paz y Copacabana de manera terrestre.
En 2021, el gobierno estudió la posibilidad de construir un puente sobre el estrecho a fin de conectar el municipio de Copacabana con el resto del país, beneficiando a agricultores y dinamizando el tráfico vehicular que en la actualidad debe utilizar grandes embarcaciones para llegar a Copacabana. No obstante, la propuesta es recibida con grande oposición local, ya que los habitantes de la región sostienen que perderían sus ingresos provenientes del transporte de pasajeros, carga y automóviles utilizando balsas, actividad que constituye un recurso principal para la comunidad local.